# Enrico Letta
Enrico Letta (phát âm [enˌriːko ˈlɛtːa]; sinh ngày 20 tháng 8 năm 1966) là đương kim Chủ tịch Hội đồng Bộ trưởng Ý (Thủ tướng thứ 83 của Ý). Ông cũng đồng thời là Phó Tổng thư ký Đảng Dân chủ và dân biểu Hạ nghị viện Ý. Trước đây, Letta từng đảm đương các cương vị Bộ trưởng Đặc trách các vấn đề châu Âu (1998-1999), Bộ trưởng Bộ Công nghiệp (1999-2001). Ông cũng kiêm nhiệm vị trí thư ký hội đồng Bộ trưởng (2006-2008).

## Xuất thân
Letta sinh tại thành phố Pisa, vùng Toscana, miền Trung Ý. Mẹ ông là người Sassari. Cha ông là Giorgio Letta, người Abruzzo và là giáo sư môn xác suất của khoa toán Đại học Pisa. Bản thân Enrico Letta cũng học đại học ngành chính trị và luật quốc tế tại Đại học Pisa và sau đó tại Viện Đại học Cao cấp Sant'Anna của Pisa nhận học vị tiến sĩ chuyên ngành pháp luật EU. Ông có một người chú tên là Gianni Letta vốn là đồng chí thân cận của Silvio Berlusconi.

## Sự nghiệp chính trị
Letta có một thời gian (trước năm 1994) là đảng viên Đảng Dân chủ Cơ đốc giáo (Ý). Là một đảng viên trẻ tuổi và có năng lực, ông được bầu làm Bí thư Đoàn Thanh niên Đảng Nhân dân châu Âu từ năm 1991 đến năm 1995.
Năm 1994, khi Đảng Dân chủ Cơ đốc giáo giải tán và một bộ phận đảng viên của nó thành lập Đảng Nhân dân Ý vẫn theo truyền thống dân chủ cơ đốc giáo, Letta trở thành đảng viên chính đảng mới này. Năm 1997, ông được bầu làm Phó Tổng thư ký của đảng. Năm 1998, ông được bổ nhiệm làm Bộ trưởng Đặc trách các vấn đề châu Âu.
Năm 2001, Đảng Nhân dân Ý lại giải thể để sáp nhập vào Đảng Dân chủ là Tự do theo đường lối trung-tả. Letta trở thành đảng viên Đảng Dân chủ là Tự do. Ông ứng cử và trúng cử vào Hạ viện Ý. Suốt thời gian từ 2001 đến 2004, ông phụ trách lĩnh vực chính sách kinh tế của đảng.
Từ năm 2004 đến năm 2006, ông là ủy viên Nghị viện châu Âu, là thành viên của Liên minh Nghị sĩ Dân chủ và Tự do của Nghị viện châu Âu, là ủy viên Ủy ban Kinh tế và Tiền tệ của Nghị viện châu Âu.
Năm 2007, ông tham gia vận động để sáp nhập Đảng Dân chủ là Tự do cùng một số đảng cánh tả khác thành Đảng Dân chủ. Với 11% tổng số phiếu bầu, Letta đứng thứ ba trong cuộc bầu lãnh đạo đảng mới năm 2007. Năm 2009, ông được bầu làm Phó Tổng thư ký Đảng Dân chủ.

## Trở thành Thủ tướng
Ngày 24 tháng 4 năm 2013, Enrico Letta được Tổng thống Ý Giorgio Napolitano bổ nhiệm làm Thủ tướng và giao nhiệm vụ thành lập chính phủ liên minh để giải quyết tình trạng bế tắc của cuộc bầu cử năm 2013. Ngày 27 tháng 4 năm 2013, ông chính thức nhận vị trí lãnh tụ liên minh các Đảng Dân chủ, Đảng Nhân dân Tự do (đảng cánh hữu của nguyên Thủ tướng Silvio Berlusconi), Đảng Lựa chọn Dân sự (đảng trung dung của nguyên Thủ tướng Mario Monti). Ngày 13 tháng 2 năm 2014, sau những căng thẳng với đối thủ cánh tả của ông Matteo Renzi, Letta tuyên bố ông sẽ từ chức Thủ tướng vào ngày hôm sau. Matteo Renzi nhận được nhiều phiếu bầu trong đảng của mình và được tổng thống Giorgio Napolitano bổ nhiệm làm tân Thủ tướng.
Ông là người trẻ thứ ba trong các Thủ tướng Ý thời kỳ sau Chiến tranh thế giới thứ hai.